# Hugi-Gletscher
Der Hugi-Gletscher ist ein Gletscher an der Graham-Küste des Grahamlands auf der Antarktischen Halbinsel. Er fließt nordwärts zur Holtedahl Bay.
Teilnehmer der British Graham Land Expedition (1934–1937) unter der Leitung des australischen Polarforschers John Rymill kartierten ihn. Das UK Antarctic Place-Names Committee benannte ihn 1959 nach dem Schweizer Geologen Franz Joseph Hugi (1796–1855), dem „Vater des Winterbergsteigens“.